# WSVN
WSVN（チャンネル7）は、アメリカ・フロリダ州マイアミにあるFOXネットワーク傘下のテレビ局。地元に拠点を置くサンビーム・テレビジョンの旗艦局である。スタジオはノースベイビレッジの79番ストリート・コーズウェイ（SR 934）にあり（郵便番号はマイアミにある）、送信所は同州マイアミガーデンズにある。

## 歴史

### WCKT
1956年7月29日に「WCKT」として初めて開局した。当初は NBCの提携局として運営されていたが、それぞれマイアミの2つの主要な新聞（現在は廃止されている「マイアミニュース」と現在も運営されている「マイアミ・ヘラルド」）を所有していたコックスとナイトの出版社（元のコールレターは[Cox Knight Television]から派生した）間のパートナーシップだったビスケーン・テレビジョン・コーポレーション（Biscayne Television Corporation）によって設立された。同じコックス/ナイトのパートナーシップは、WCKRラジオ（610 AM、現：WIOD、及び97.3 FM、現：WFLC）も所有していた。元NBC社長のナイルズ・トランメル（Niles Trammell）は、WCKTの15%の所有権を保有していた。
WCKTが契約する前、NBCの番組は、デュモン・テレビジョン・ネットワークとの二次的な提携も行っていたフォートローダーデールのWFTL-TV（チャンネル23、後にストーラー・ブロードキャスティングに買収されてからWGBS-TVとして知られる）で放送されていた。しかし、テレビセットにUHFチューニング機能が要求されていなかったため、WFTLは苦戦した（連邦通信委員会（FCC）は後に、1964年以降に製造されたセットにそのようなチューナーを含めることを要求した）。この地域の大部分、特にフォートローダーデールが、ウェストパームビーチのWJNO-TV（チャンネル5、現：WPTV）からかなり強い信号を受信したことは問題を解決しなかった。コックス/ナイトのパートナーシップがVHFチャンネル7で運営するための建設許可と放送ライセンスを獲得した時、NBCは、WCKRラジオがNBCブルー・ネットワーク（今日のアメリカン・ブロードキャスティング・カンパニー（ABC）の前身）の長年にわたるマイアミの提携局であったため、提携をWCKTに移すことにすぐに同意した。1957年8月にWPST-TV（チャンネル10、現：WPLG）が開局するまで、当時、テレビにはUHFチューニング機能が必要ではなく、この地域の多くの人が市場の元ABC提携局であるWITV（チャンネル17）を受け取ることができなかったため、WCKTはまた、市場全体に番組を提供するためのネットワークとの取り決めの一環として、ABC番組をWTVJ（チャンネル4）と共有した。チャンネル23は独立局となり、最終的には閉局されたが、1967年にWAJA-TV（現：ユニビジョン旗艦局のWLTV-DT）として放送を再開した。
1962年、コックス/ナイト/トランメルのパートナーシップは、FCCのライセンス規則への違反と倫理違反により、放送ライセンスを剥奪された。1960年6月に始まった公聴会で、ビスケーン・テレビジョン（Biscayne Television）の何人かの主任と、ジェームズ・コックス（James Cox）の個人的な友人の何人かが、建設許可とライセンスの授与に影響を与えるために、FCCコミッショナーのリチャード・マック（Richard Mack）と不適切な接触をしたことが判明しました。ビスケーンは、他の2つの申請者、イースト・コースト・テレビジョン（East Coast Television）とサウス・フロリダTV（South Florida TV）とライセンスを争っていた。マックはまた、報酬を受け取ったことで有罪判決を受け、ドワイト・D・アイゼンハワー大統領と他のFCCコミッショナーによって辞任を余儀なくされた。
ビスケーン・テレビジョンは当初、ライセンスの取り消しに対して控訴する予定だったが、状況の重大さを理由に、控訴は却下されるとのアドバイスを受けた。マックはまた、ナショナル航空の放送子会社に対して、WPSTのライセンスプロセスで見返りを得た罪で有罪判決を受けた。WPSTはライセンスを取り消され、ビスケーンはWCKTを売却することを選択した。WPSTの所有者は、放送を中止しなければならなかった後にのみ、同局の売却を余儀なくされた。

### サンビーム・テレビジョンの所有権
その後まもなく、サンビーム・テレビジョン・コーポレーションという新しい会社がWCKTを340万ドルで購入し、1962年12月19日にチャンネル7の所有権を引き継いだ。所有権の変更に伴い、サンビームはWCKTコールレターを保持し、コックス/ナイトの放送局の歴史を独自のものであると主張した。サンビームは、マイアミビーチを拠点とする不動産開発業者のシドニー・アンシン（Sydney Ansin）と息子のエドマンド・アンシンのパートナーシップだった。若いアンシンは、1971年にサンビーム・テレビジョンの社長として父の後を継いだ。1970年代半ばに独自のバージョンのサークル7ロゴ（これは、ABC直営局用に最初に作成されたバージョンと適度に似ているが、「7」はサークルに接続されておらず、多少異なる形になっている）を使用し始めた。1983年6月7日、バージニア州ノートンにあるPBSのサテライトメンバー局（後にWSBN-TVとなり、2017年に放送を終了した）からコールレターが取得された後、WCKTのコールサインが現在の「WSVN」に変更された。

#### ネットワーク提携スイッチ
NBCは1980年代後半に復活を遂げ、その結果、アメリカで最高の視聴率を得たテレビネットワークになった。この地位は、マイアミとその周辺で設定および撮影された犯罪ドラマ『特捜刑事マイアミ・バイス』によって支えられた。マイアミ - フォートローダーデールエリアも、アメリカ最大のメディア市場の1つに発展していた。しかし、WSVNは市場で（WTVJとWPLGに次ぐ）第3位の提携局であったため、この分野でのNBCの地位は不十分であると見なされた。その結果、NBCは成長を続ける南フロリダの都市圏で独自の放送局を取得する必要があると判断した。
ネットワークは、1980年代後半にコールバーグ・クラビス・ロバーツがWTVJを市場に出した時に、そうするチャンスを得た。当時NBCの親会社だったゼネラル・エレクトリックは1987年にWTVJを購入したが、同局のCBSとの提携契約は1988年12月まで期限切れにならなかった。CBSは、WTVJを1年早く契約解除することをいとわなかった。しかし、エド・アンシンは、同時に失効したWSVNとの提携契約からNBCを解放することに関心がなく、NBCによるWTVJの買収を止めるようFCCに請願したが、失敗に終わった。彼はチャンネル7で、NBCのナショナル・フットボール・リーグパッケージの一部としての殆どのマイアミ・ドルフィンズの試合に加えて、メジャーリーグベースボールのワールドシリーズと夏季オリンピックのNBCスポーツの報道など、1988年秋のNBCの強力なラインナップを放映することを望んでいた。
その結果、NBCはWTVJをCBS提携として1年以上運営することを余儀なくされ、代わりにWSVNが代わりにWTVJで放映した全てのNBC番組が使用された。この状況は、どちらのネットワークにも当てはまらなかった。アンシンはCBSへの所属を申し出たが、CBSはその申し出を断った。代わりに、CBSは、マイアミの長年の独立局であり、FOXの元の系列局であるチャンネル6のWCIXを買収したが、同局はブロワード郡では信号が不十分だった（WCIXの送信所は、オーランドのWCPX-TV（現：WKMG-TV）とWPTVとの信号干渉を避けるために、他のマイアミ地域の放送局よりも南西にあるホームステッドに配置されていた）。1988年5月、エド・アンシンは、CBSがWSVNとの提携に関する契約交渉を取りやめたと主張した1週間後に、ゼネラル・エレクトリック/NBC及びCBSに対して独占禁止法違反の訴訟を起こした。1989年初めにWCIXがCBSに切り替えることを計画していたため、FOXはその番組を放送するために他の地域放送局と交渉を開始した。最終的に、チャンネル7と提携することでサンビーム・テレビジョンと合意に達した。

#### FOXの提携
1989年1月1日、南フロリダで最初のネットワーク提携の切り替えが行われ、NBCはフルタイムでWTVJに移行し、WCIXはFOXからCBSに移行し、WSVNはFOXの所属を引き継いだ。その結果、チャンネル7のネットワーク番組ははるかに少なくなり、FOXは当時の週末にプライムタイムの番組しか放送せず、1993年までは1週間分の番組を放映しなかった。その結果、「事実上の」独立放送局としてプログラムされた本質的な意図と目的のためだった（ネットワークとの提携にもかかわらず、切り替えに関するプロモーションでそのように言及することさえあった）。FOXが毎週夜に番組の放送を開始するまで、WSVNは、ネットワーク番組が放送される予定のない夜の20:00のプライムタイムに映画を放送していた。WSVNは長年NBCの提携局であり、FOXは何年にもわたって「ビッグ3」ネットワークに所属していた放送局と提携することを喜んでいたため、WSVNとFOXとの提携は、駆け出しのネットワークにとって大きなクーデターと見なされる可能性がある。当時、FOXに参加する最大の遺産「ビッグ3」放送局の1つだった。当時の他のFOX提携局と同様のパターンに従わなかったWSVN（ニュースよりもシンジケート番組と映画に重点を置いていた）と、「ビッグスリー」提携局になったWCIX（現：チャンネル4のWFOR-TV）の組み合わせにより、以前はWCIXで見られた多くの番組をWDZL（チャンネル39、現：CW提携局のWSFL-TV）が取り上げたため、当時苦労していた独立したWDZLが注目を集めるようになった。一方、WSVNは、WCIXの映画パッケージの一部と、土曜日と日曜日朝に放映されたいくつかのアニメをピックアップした。
ネットワーク外のシットコムやアニメを大量に取得する代わりに、WSVNは、そのリソースの殆どをニュース部門に投入することを選択し、そのニュース放送が視聴率で一貫してWTVJとWPLGに大きく遅れをとっていたため、当時はさらし台にされたニュース集約型の形式（ニュース放送を平日の7時間に拡大する）を取った。このため、切り替え時にFOXの他の放送局よりも多くのローカルニュース放送を出力した。WSVNがFOXの提携局になった時、ごく少数のFOXの放送局のみがローカルニュース番組を放送し、その殆どがプライムタイムの後半に限定されていた（2014年現在、FOXの放送局の約4分の3が朝のニュース放送を行っているが、正午または午後遅く/夕方の時間帯にニュース放送を放送している、直営局及び提携局の約3分の1のみである）。ニュース放送に加えて、WSVNはシンジケートトーク番組、裁判番組、ネットワーク外のドラマシリーズの初回放送を数多く放送し始めた。FOXは全国的な夕方のニュース放送を欠いていたため（この状況は今日まで続いている）、WSVNは、1990年代の初めから半ばにかけてCNNヘッドラインニュースの午後30分間の同時放送も行った。
WSVNは、週末朝にもいくつかのアニメを放送した。1990年代初頭、『浮気なおしゃれミディ』、『ゴールデン・ガールズ』、『Empty Nest』などのネットワーク外シットコムをスケジュールに追加した（後者の2つはマイアミが舞台）。
FOX提携として、WSVNは、直営局及び提携局に対するFOXのブランディングガイドラインに基づく「Fox 7」ではなく、「WSVN 7」としてブランド化されており（ボストンの姉妹局WHDHは、2017年1月に独立局になるまで、提携ネットワークの名前を「7 NBC」としてブランディングに使用していたが、NBCはフォックスほど同局のブランディングに厳密ではない）、ブランディングからネットワークへの言及を完全に省略している数少ないFOX提携局の1つである。ただし、FOXニュースチャンネルは、WSVNが南フロリダからのニュース速報を報道する際に「Fox 7」と呼んでいる。2009年後半にウェブサイトが再構築されるまで、FOXのロゴは、サイトの左上隅にある局の「サークル7」のロゴと並んでローリングマーキーに表示されることもあった。1989年の切り替えの時点で、同ネットワークの直営局と特定の提携局は、完全なネットワーク参照を使用する唯一のFOXの放送局だったが、元のマイアミの提携局WCIXのような他の放送局は、ブランディングでフォックスへの言及を制限して使用していた。マイアミ - フォートローダーデールは、FOXとの提携が1つのVHF局から別の局に移動したアメリカの3つのテレビ市場の1つであり（サテライトとして運用されていない放送局を数えると、1996年1月1日にFOXチャーター提携のKHNL（チャンネル13）とNBC提携のKHON-TV（チャンネル2）が所属を交換したハワイ州ホノルルと、CW提携のKNIN-TV（チャンネル9）が2011年9月1日にチャーター提携のKTRV（チャンネル12）からFOX提携を引き継いだアイダホ州ボイシが他にある）、ニュー・ワールド・コミュニケーションズとの1994年の提携契約とその契約に基づく提携取引の前に、長年の「ビッグスリー」提携局がFOXに切り替えた唯一の知られている例である。
2012年1月14日、WSVNとボストンの姉妹局WHDHとWLVIは、報告によると、会社に支払われる再送信料金を300%引き上げるという提案により、新しい放送契約に関するサンビーム・テレビジョンとの交渉が決裂した後、ディレクTVから撤退した。それに応えて、「Boycott WSVN（ボイコットWSVN）」と呼ばれるFacebookページが開始され、企業にWSVNからの広告を撤回するよう圧力をかけた。ただし、WSVNはディレクTVの顧客がNFCチャンピオンシップゲームと、交渉がまだ進行中の間、試合の直後に放映された『アメリカン・アイドル』のエピソードを見ることを許可した。サンビームとディレクTVは2012年1月26日に新しい搬送契約に達し、ブラックアウトは終了した。
2017年9月27日、WSVNのテレビ塔の側面からクレーンが落下し、3人の作業員が死亡した。WPLGと共有されている塔は、義務付けられたFCCスペクトルリパックの一環として、WSVN用の新しい送信機を設置する必要があった。

### FOX提携の喪失を回避
2018年2月22日、シンクレア・ブロードキャスト・グループが、WSFLの親会社であるトリビューン・メディアを買収するためのより大きな取引の一環として、CW系列のWSFL-TVをFOXテレビジョン・ステーションズに売却すると報じられ、この契約は、2018年5月9日に正式に発表された。FTS が WSFL を購入すると、ボストンの姉妹局 WHDH が、NBC がその局を購入した後にWBTS-LD（現：ロードアイランド州プロビデンスのテレムンドO&OWYCN-LD）との NBC提携を失うのと同様にWSFLはFOXのO&Oになり、WSVNは提携を失う可能性があった。FOXの親会社である21世紀フォックスの幹部は、収支報告でWSFLに関する計画をすぐに発表することを拒否し、CEOのラクラン・マードックは、「今日、提携局の変更については何も発表しない」と述べた。2018年5月11日、エド・アンシンは、WSVNは少なくとも2019年6月30日（提携契約の期限が切れる予定）まではFOXの提携局であり続け、FOX提携が失われた場合、WSVNはWHDHをモデルにしたニュース集約型の独立局として運営されると述べ、アンシンは、「サン＝センチネル」とのインタビューで、FOXはその意図を彼に知らせておらず、WSVNはFOXのプライムタイムの番組をシンジケート番組と追加のニュース放送に置き換えると述べた。
FCCが2018年7月18日に、特定の紛争プロパティの売却申請におけるシンクレアの率直さについて「深刻な懸念」が生じる中、行政法判事による取引の審査を求める投票を行ってから3週間後の同年8月9日、トリビューンはシンクレアの取引を終了し、他のM&Aの機会を模索する意向であると発表した。この合併の終了により、FOXによるWSFLの買収も失敗に終わった。同年12月3日、テキサス州アービングに拠点を置くネクスター・メディア・グループは、トリビューン・メディアの資産を64億ドルの現金と負債で買収すると発表したが、マイアミにおけるFOXの提携の運命は依然として疑問視されていた。2019年3月20日、ネクスターとトリビューンが運営する19の放送局を13億2,000万ドル相当の個別の取引でスクリップスとテグナに売却することの一環として、WSFLは、ネクスターとトリビューンの合併が完了した時点で、シンシナティに拠点を置くE・W・スクリップス・カンパニーに売却されることに合意した。スクリップスは、市場向けにCWとの提携を維持することを選択した。同年9月26日、WSVNはFOXとの提携を更新したことを発表した。

## 番組
1989年1月にWSVNがFOXの提携局になった時、その番組形式は、スケジュールの一部としてホームコメディが含まれていなかったため、同ネットワークの提携局にとって非常に珍しいもので、週末朝だけアニメを流し、大量のトーク番組や裁判番組、映画、ドラマシリーズを放映した。しかし、時が経つにつれて、殆どのFOXの放送局は、トーク番組や裁判番組、そして地元のニュース番組にもっと依存するようになった。チャンネル7は、他のFOXの放送局（過去15年間でニュース出力を徐々に増やしてきた）よりもわずかに多くのローカルニュース番組を放送している。WSVNは引き続き、シンジケーションインベントリの一部としてシットコムを特集していない。

### 過去の番組の先取と延期
NBCの提携局として、WCKT/WSVNは、NBCが平日の正午に放映していた番組の代わりに、ローカルニュース番組を放映した。また、10:00または11:00の時間枠に放送されるネットワーク番組を先取することもあったが（ただし、これらの時間のうち少なくとも1時間は放送された）、プライムタイムの番組を横取りすることもあった。NBCは従来、他の主要な放送ネットワークよりも番組の先取に対して寛容ではなかったが、WSVNが放映しないことを選択した番組が何であれ、ネットワークがマイアミ地域の独立局に放映させることができれば、最初はこれを気にしなかった。さらに、WSVNによって放送されなかったNBCの番組は、信号がフォートローダーデールの都市レベルの放送範囲を提供し、この地域のほぼ全てのケーブルプロバイダーで利用できたWPTVによってクリアされた。しかし、1980年代初頭、ヘッドエンドのチャンネル容量が限られているため、新しいチャンネル用のスペースを確保するために、一部のマイアミエリアのケーブルシステムからWPTVが削除された。主にこれらの先取により、WCKT/WSVNはNBCの弱い提携局の1つになった。NBCはWSVNで放映されていないネットワーク番組を放送するために独立局を手配し続けたが、同ネットワークは、主要な市場に成長したものでそのような取り決めに頼らなければならないことにますます腹を立てていた。
FOXの提携局として、FOXが1990年9月8日にブロックを開始した時に最初にFox Kidsを放映したが、1993年にブロックの放送を停止した国内で最初のFOXの放送局になった。Fox Kidsはその後WDZLに移動し、1998年にWAMI（チャンネル69）に再び移動した。WBFS-TV（チャンネル33）は、2008年12月27日に終了するまで、後継の4キッズTVブロックを放映した。偶然にも、ニュー・ワールド・コミュニケーションズが1994年から1996年の間に「ビッグスリー」提携の放送局の殆どをFOXに切り替えた時、これらの放送局の番組形式はWSVNと非常によく似ていたが、そのニュース形式はWSVNよりも年配の視聴者を対象としていた可能性があり、ニュー・ワールドが所有する多くの放送局もWSVNと同じようにFox Kidsを流用した。
FOXが2016年に全米ホットロッド協会（NHRA）の放送権を取得して以来、常に視聴者とNHRAの苦情の対象となっており、WSVNはインフォマーシャルを支持して『Fox NHRA』を先取し、その結果、NHRAはウェブサイトで正式な苦情を送信した。これは通常、全米選手権を含む1シーズンに4つのNHRAイベントに相当する。WSVNは、FOXが有名なスポーツイベントを放送するために使用する午後の時間枠の有料番組収入を維持するために、NHRAとドイツのブンデスリーガサッカーの試合の生中継を最新ニュースの後に先取することがよくある。

### スポーツ番組
1966年、アメリカン・フットボール・リーグのマイアミ・ドルフィンズが設立されると、リーグの放送権を保持していたNBC経由で、WCKTは新しいチームの記録局になった。1972年の完璧なシーズンの後、スーパーボウルVIIでのドルフィンズの勝利の報道を提供した。この時期のWSVNは、マイアミ・オレンジボウルで開催されたスーパー ボウルIII、V、XIIIのローカル報道も提供した。この提携は、殆どの試合がWTVJに移行した1988年のシーズンの終わりまで続いた（現在、殆どの試合はWFORによって放映されている）。1994年以来、『NFL on FOX』を通じてシーズンに少なくとも2つのドルフィンズの試合を放送しており、通常はチームがハードロック・スタジアムでNFCチームのホストを務めているが、2014年にNFLの新しい放送「クロス・フレックス（Cross-flex）」ルールの制定により、WFORから移動された際、及び2018年から2021年にかけてFOXの独占契約である『サーズデーナイトフットボール』試合を介して、チャンネル7でより多くの試合を見ることができた。さらに、FOXのMLB放送契約の一部として取り上げられたマイアミ・マーリンズの試合は、チャンネル7で放映され、これには、チームがまだフロリダ・マーリンズだった2003年のワールドシリーズでの勝利が含まれる。FOXは試合の全国テレビ放映権を持っていたため、WSVNは、ハードロック・スタジアムで開催されたスーパーボウルLIVのローカル放送局でもあり、また、以前はFOXにもあったスーパーボウルXXXIIIのホーム放送局としても機能していた。1996年には『NHL on Fox』が放送され、コロラド・アバランチに敗れたものの、その年のスタンレー・カップ決勝戦でナショナルホッケーリーグのフロリダ・パンサーズ（ゲーム1と3、その他はESPN）が最初で唯一の出場を果たした。

### ニュース運用
WSVNは現在、地元で制作されたニュース番組を毎週64+1⁄2時間放送している（平日は10+1⁄2時間、土曜日と日曜日はそれぞれ6時間）。ABC提携局のWPLGが2021年6月にCW提携局のWSFL-TV向けにさらに16時間のニュース番組の制作を開始し、WSVNを2番目に高くするまで、マイアミのどのローカルテレビ局よりも長い間、最高のローカルニュース番組を出力していた（前者には毎週合わせて70時間半を与える）。他のニュース中心のFOX提携局とは異なり、WSVNは土曜日と日曜日の17:00、18:00、18:30にニュース番組を放送する（土曜日と日曜日の異なる時間帯に週末の夕方のニュース番組を放送する[つまり、土曜日の18:00と日曜日の17:00]、両方の夜の17:00または18:00のみに放送する、または特定の週末の時間帯にニュース放送を全く放送しない放送局もある）が、WSVNの週末の17:00と18:00のニュース放送は、ネットワークスポーツテレビ放送が時間枠に流れているため、先取り及び/または遅延の対象となる。さらに、エンターテインメントニュース/ライフスタイル番組『デコ・ドライブ』（平日の19:30に放送）を制作している。WSVNは、ニュースについてはCNNと提携している。
1989年1月1日にFOXの傘下に入った時、NBC提携局と同様のニュース スケジュールを保持しており、FOXとの初期の頃は、ローカルニュース番組が平日の6:00～9:00まで、正午～13:00まで、17:00～19:00、週末は18:00～18:30、夜間は22:00～23:00まで放送されていた。その結果、平日朝のニュース番組を持つ2番目のFOX提携局となり、平日の17:00と18:00のニュース番組を持つ最初の放送局となった。ネットワーク切り替えの日に、WSVNは、地元で制作された夕方のニュースマガジン番組『インサイド・ストーリー（Inside Story）』をデビューさせ、番組は最終的に1991年に『7:30』（時間枠を参照）として現在のエンターテイメントベースの形式に発展し、1996年に現在の『デコ・ドライブ』にタイトルを変更した。
ニュースディレクターのジョエル・チートウッドの下で、WSVNは、「If it bleeds, it leads（流血がニュースを呼ぶ）」というフレーズに要約されているように犯罪ニュース記事とセンセーショナルな報道に重点を置いていることで、南フロリダと全国で有名になった。このタブロイドテレビの採用は批判されたが、NBCでの在籍期間の殆どで3位に沈んでいたWSVNを復活させた。数年以内に、アンカーのリック・サンチェスが指揮を執り、WSVNは放送開始から放送終了まで、市場で最も視聴率の高い英語放送局となり、WFORにタイトルを奪われるまで20年間、その地位を維持したが、WSVNは堅実な次点者であり、WPLGと2位タイだった。
WSVNの成功は、後年、他のFOX提携局のニュース番組がどのように見えるかに影響を与えた。ニュースを多用するスケジュールを採用するというWSVNの決定は、1994年のニュー・ワールド・コミュニケーションズとの提携契約と契約に関連する特定の取引の結果としてFOXに切り替えた旧「ビッグスリー」の放送局の番組形式のテンプレートとして最終的に役立つことになり、同ネットワーク、NBC、CBSまたはABCと提携していない多くの伝統的なFOXの放送局と特定のニュース制作局で徐々に採用された。また、CNNからヒントを得た最初の放送局でもあり、ニュースルームとスタジオを1つの大きなエリアに統合し、これを「Newsplex（ニュースプレックス）」と呼んだ。1980年代後半のネットワーク切り替えの頃に、最初の2つのセットから進化した。1つは、ニュースルームの小さな囲まれたエリアで、コントロールルームに配置されていたメインセットは朝と17:00のニュース放送に使用された。アメリカ国内及び海外の他の放送局やネットワークは、WSVNのセットからヒントを得ている。全体的な形式はマイアミで十分に成功し、1993年にエド・アンシンはチートウッドに、サンビームが新たに買収したボストンの放送局WHDHのオーバーホールを割り当て、ニュース放送用にWSVN形式のかなり簡素化されたバージョンを取り入れ、マイアミのように、タブロイドスタイルは、WHDHが長年の3位から、ニュース視聴率で（より伝統的なWCVB-TVに対して）1位の候補に浮上するのを助けた。WHDHは、派手なグラフィックの使用、クリス・クレイン（Chris Crane、1991年以来WSVNで使用される様々なカスタムニューステーマを作成している）によって作成された独特の音楽パッケージ、及び同様に設計された「ニュースプレックス」セットなど、WSVNから取得した多くの視覚的合図を使用し、サンビームが所有権を取得した後、WSVNの「サークル7」ロゴもWHDHに採用された。1994年から1997年にかけて、オクラホマ州タルサのKJRH-TVで同様の形式が採用され、その後、同局は従来のニュース番組の放送に戻った。
23:00のニュース番組は、FOXに加入した後、1時間の22:00の番組に発展したが、1995年にO・J・シンプソン殺人事件の手続きの15分間のまとめとして復活し、翌年には30分間に拡大され、2009年9月26日の23:00のニュース放送は週末夜に拡大された。2006年9月11日に16:00の30分間のニュース番組を開始し、その後2007年に1時間に拡大した。2009年1月11日、17:00のニュース放送を皮切りに、WSVNはマイアミ市場で（WTVJに次ぐ）2番目の放送局となり、地元のニュース放送を高解像度で放送し始めた。HDへの切り替えに伴い、2週間前の2008年12月29日に初放送された更新されたニュースプレックスのセットと、新しいHDグラフィックスが登場した。2010年7月11日、土曜日と日曜日の18:00のニュース放送を1時間に拡大し、18:30に30分間のニュース放送を追加した。2011年8月22日、『ライブ!・ウィズ・レジス・アンド・ケリー』をWPLGに移動することで、『トゥデイ・イン・フロリダ（Today in Florida）』の平日版に5時間目（9:00から10:00まで）を追加した。2015年9月13日、ニュース番組『トゥデイ・イン・フロリダ』を日曜日8:00から11:00まで放送するように拡大した。

#### 著名な元放送スタッフ
- ジェシカ・アギーレ（英語版） - アンカー（後にKABC-TV、その後KGO-TV、現：KNTV（英語版））
- ジム・ベリー（英語版） - スポーツアンカー（現：同じくマイアミのWFOR-TVの朝のニュースアンカー）
- アン・ビショップ（英語版） - スクリプトライター（マイアミのWPLGに移籍し、伝説のアンカーとなり、1997年11月14日に死去）
- ボブ・クレイトン（英語版） - スタッフアナウンサーと『ボブズビル（Bobsville）』のホスト（後にゲーム番組『コンセントレーション（英語版）』と『ピラミッド（英語版）』を務め、1979年11月1日に死去）[50]
- ペニー・ダニエルズ（英語版） - アンカー/リポーター（引退）
- ドナ・ハノーバー（英語版） - （元ニューヨーク市長ルディ・ジュリアーニの元妻）
- ロブ・ハンラハン（英語版） - 夕方のアンカー（その後、ニューヨーク市のWABC-TVとペンシルベニア州ハリスバーグのWHP-TV（英語版）に所属。2022年7月1日に死去）
- ジャッキー・ジョンソン（英語版） - 気象学者（後にロサンゼルスのKCBS-TVに所属。退職）
- アリシア・レーン（英語版） - （後にフィラデルフィアのKYW-TVで、最後にロサンゼルスのKNBC（英語版）に所属）
- リック・レベンサル（英語版） - （2021年6月28日に離任したFOXニュースチャンネルにいた）
- エリタ・ロレスカ（英語版） - 気象学者（現：ヒューストンのKTRK-TVに所属）
- ジョーン・ラヴェット（英語版） - アンカー/リポーター（後にシカゴのWBBM-TVに所属）
- ロビン・ミード（英語版） - アンカー/リポーター（現：HLNに所属）
- マリリン・ミッツェル（英語版） - アンカー/リポーター（1988年 - 2005年）
- チャールズ・ペレス（英語版） - アンカー/リポーター（後にニューヨーク市のWABC-TVで、その後マイアミのWPLGに所属。退職）
- ジリアン・ウォーリー（レイノルズ）（英語版） - 気象学者（後にロサンゼルスのKTTV（英語版）に所属）
- ショーン・ロビンソン（英語版） - （その後、シンジケートエンターテインメントニュースマガジン『アクセス・ハリウッド（英語版）』アンカー兼特派員）
- リック・サンチェス（英語版） - 1982年 - 2001年（後にMSNBC、次にCNN、マイアミ - フォートローダーデールのWIOD（英語版）とWJAN-CD（英語版）に所属、現：RTアメリカ（英語版））
- シェパード・スミス（英語版） - （1996年の開始から2019年10月11日に離任するまでFOXニュースチャンネルにいた。現：CNBCに所属）
- ステファニー・スタール（英語版） - アンカー（その後、フィラデルフィアのKYW-TVで健康と科学担当リポーターとして所属）
- リンダ・ストーファー（英語版） - （現：HLNに所属。WSVNでの勤務中にシナモン・ストウファーが行った）
- ミシェル・トゥジー（英語版） - （後にロサンゼルスのKABC-TVに所属）

## 大衆文化において
- WSVNのニュース番組は、少なくとも2つの映画、「殺しの季節（英語版）」（1985年）と「ナビゲイター」（1986年）で取り上げられた。WSVNは『特捜刑事マイアミ・バイス』のいくつかのエピソードでも見ることができ、番組の終了に向けてマイアミ市場のNBC提携がWTVJに移動した。

## 技術情報

### サブチャンネル
デジタル信号は多重化されている。
| チャンネル | 解像度 | アスペクト比 | ショートネーム | 番組編成           |
| ---------- | ------ | ------------ | -------------- | ------------------ |
| 7.1        | 720p   | 16:9         | WSVN           | メインWSVN番組/FOX |
| 7.2        | 480i   | 4:3          | thegrio        | TheGrio TV         |
| 7.3        | 480i   | 4:3          | ThisTV         | ディスTV           |
| 7.4        | 480i   | 4:3          | BUZZR          | ブザー             |

WSVNの2番目のデジタルサブチャンネルは、2009年の開始から2017年7月14日までエストレラTVを放送し、ライトTVの放送を開始した。

### アナログからデジタルへの移行
WSVNは、アメリカのテレビ局がアナログ放送からデジタル放送に移行した公式の日付である2009年6月12日に、VHFチャンネル7のアナログ信号での番組を終了した。局のデジタル信号は、移行前のVHFチャンネル8からチャンネル7に移された。WSVNは、VHF帯でデジタル信号を運用していた4つの放送局のうちの1つであり、移行後のUHF帯では発生しなかったVHFでの信号の問題が発生したため、同月後半に出力の増加が認められた。

## 市場範囲外
WSVNはバハマでケーブル経由で搬送される。